# 西盟型铜鼓
西盟型铜鼓。是一类铜鼓，因在中华人民共和国云南省普洱市西盟佤族自治县佤族村寨中保留最多，并具有典型性而定名。

## 特点
西盟型铜鼓制作时期从唐朝至清朝均有。主要分布在云南省的普洱市、西双版纳、临沧、德宏等云南西南地区及泰国、缅甸部分，越南北部也有发现。其形状高瘦、器身轻薄，鼓面比例大，边沿如同屋檐状伸出。胸、腰、足并无明显分界线，鼓身呈直筒形。鼓面有太阳纹，芒数多为八芒和十二芒，鼓面晕圈多为十六晕、二十一晕。鼓面多饰有小鸟、鱼、圆形小团花、米粒等。鼓面上有立体蛙，并常见二蛙或三蛙重叠在一起。

## 图像

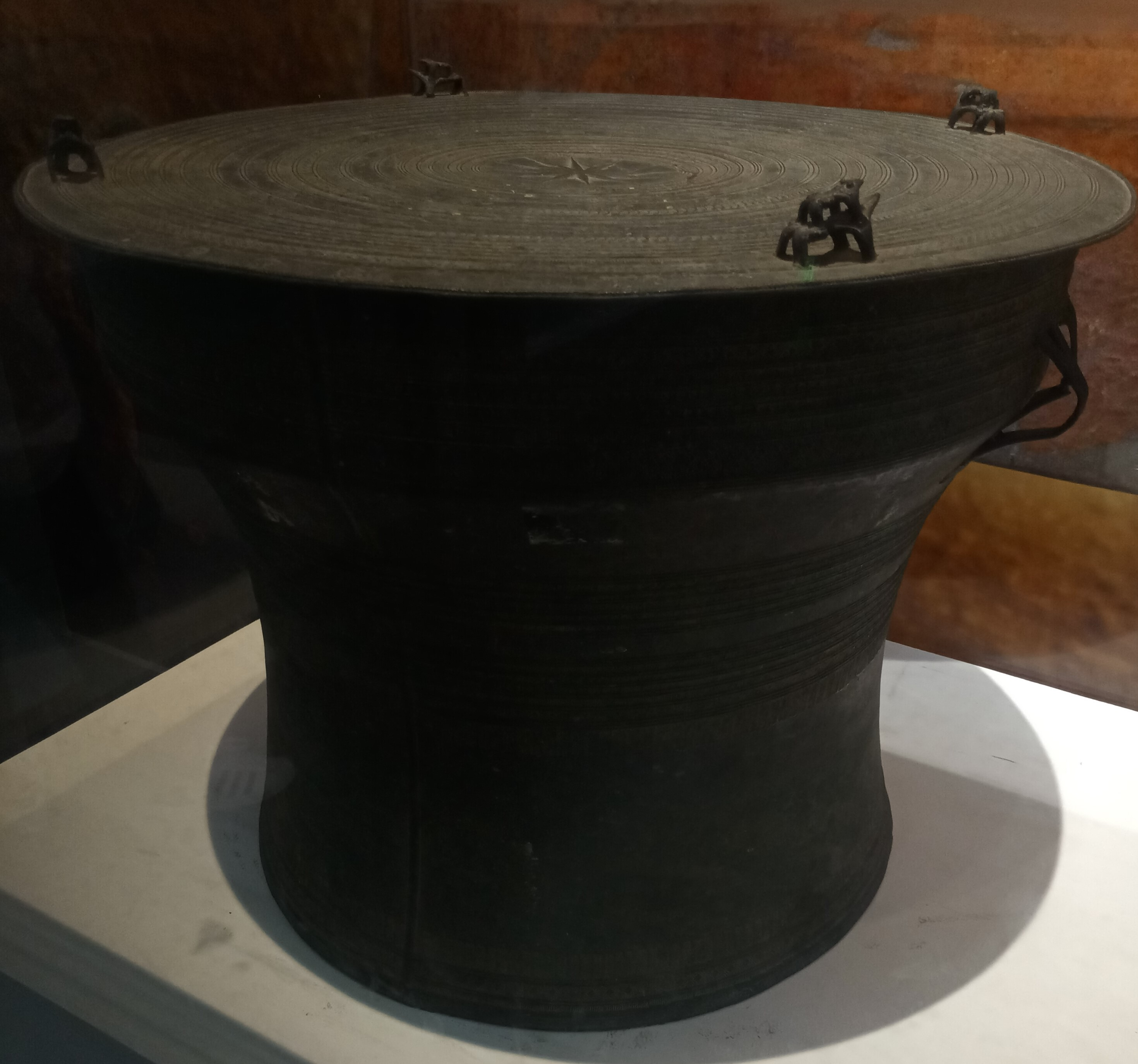
大理州博物馆馆藏的一个西盟型铜鼓
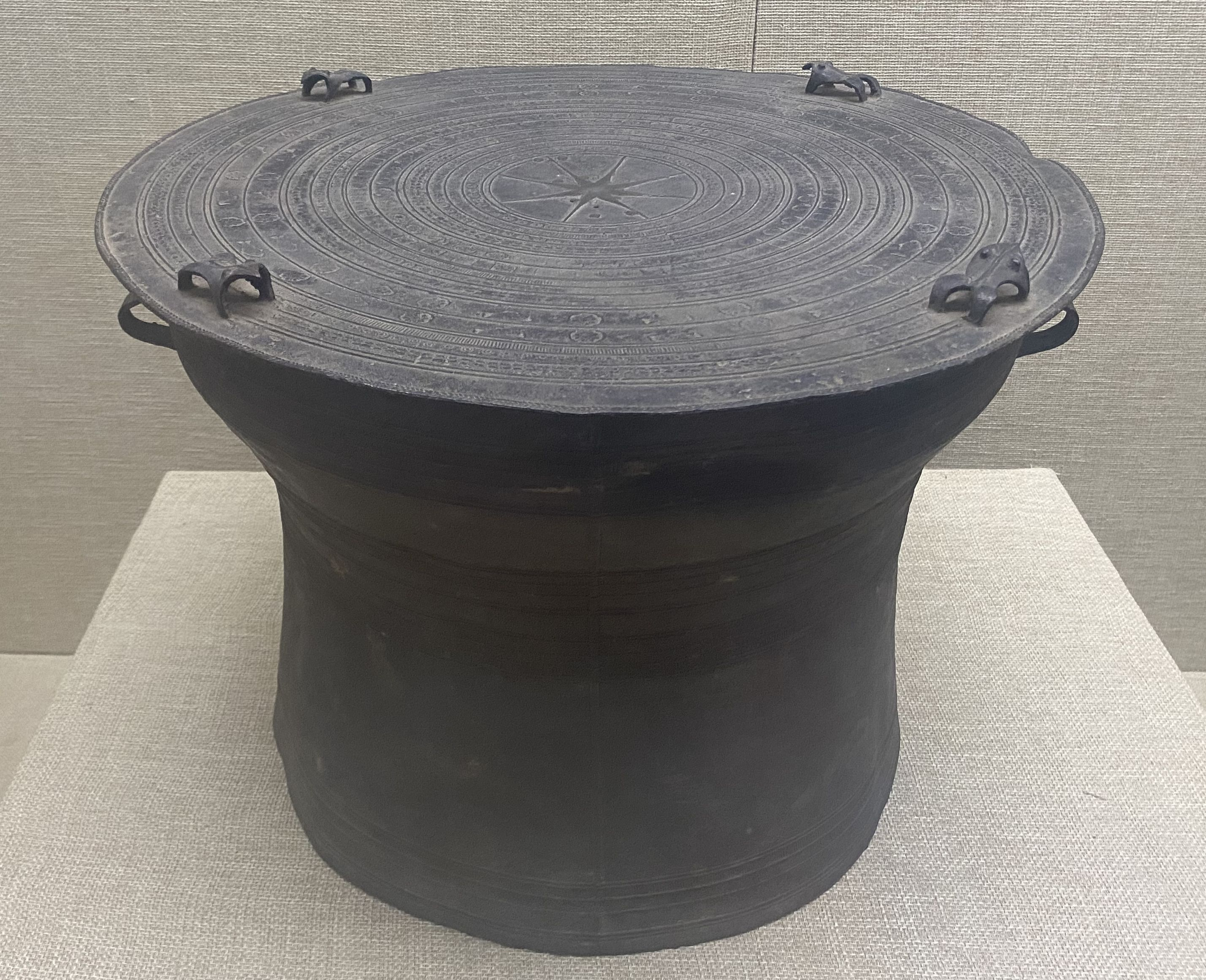
文山州博物馆小木香铜鼓，为清代西盟型
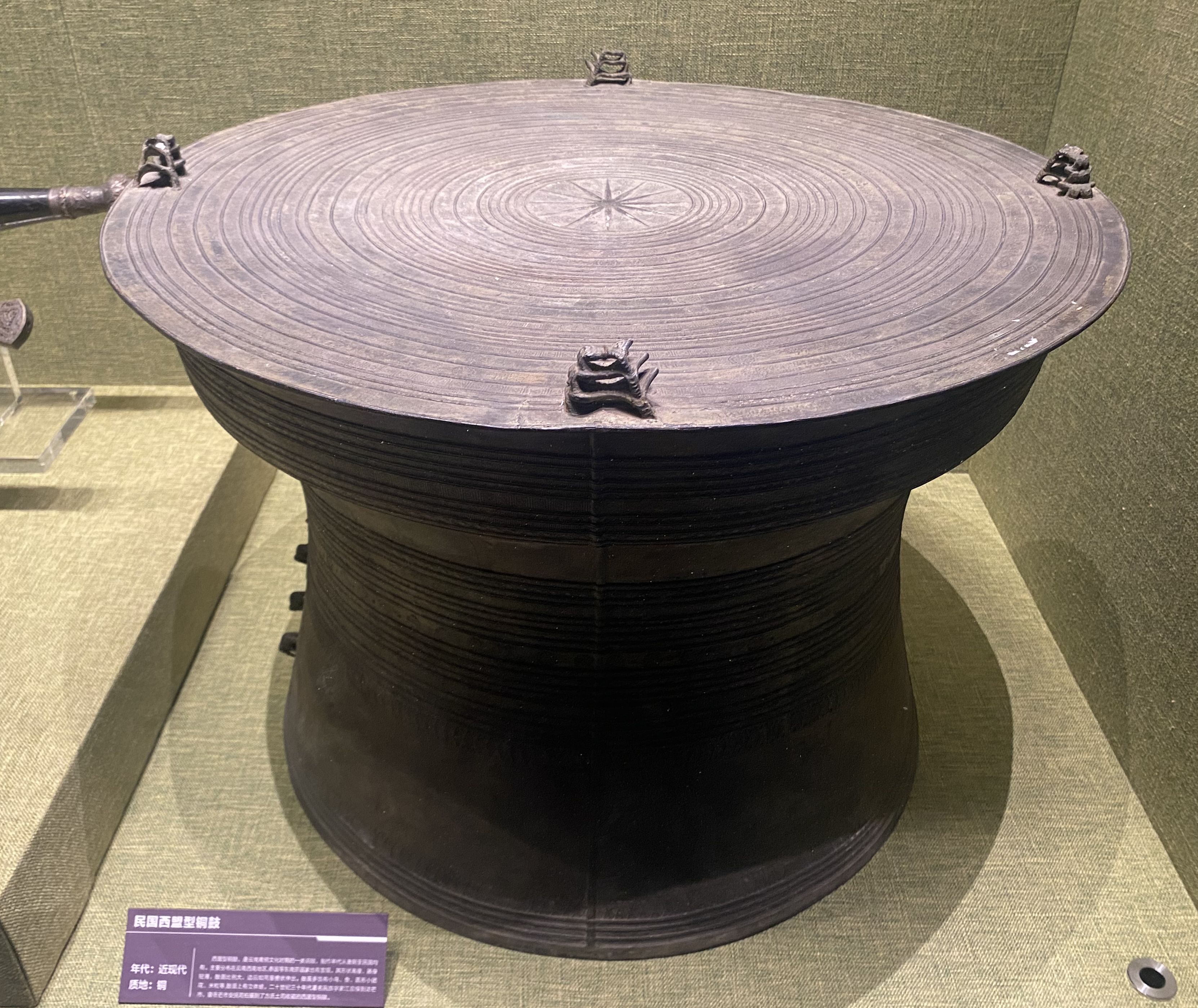
德宏州博物馆藏民国西盟型铜鼓